# Hymenophyllum tortuosum
Espèce
Hymenophyllum tortuosum est une espèce de fougères de la famille des Hyménophyllacées.
Synonymes : Hymenophyllum skottsbergii Gand., Leptocionium tortuosum (Hook. & Grev.) Bosch, Meringium tortuosum (Hook. et Grev.) Copel., Myrmecostylum tortuosum (Hook. & Grev.) C.Presl.

## Description
Hymenophyllum tortuosum appartient au sous-genre Myrmecostylum.
Cette espèce a les caractéristiques suivantes :
- son rhizome est long et filiforme ;
- les frondes, d'une quinzaine de centimètres de long, comportent un limbe divisé trois fois ;
- les bords du limbe sont comme froissés, particularité à l'origine de l'épithète spécifique ;
- Les sores, solitaires, sont portés par l'extrémité d'un segment axillaire ;
- l'indusie, englobant complètement les sporanges, a deux lèvres.

Trois variétés botaniques sont reconnues :
- Hymenophyllum tortuosum var. beckeri (H.Krause ex Phil.) Espinosa (1936) - Chili - Synonyme : Trichomanes beckeri H.Krause ex Phil.
- Hymenophyllum tortuosum var. bustillosii Espinosa (1936) - Chili
- Hymenophyllum tortuosum var. glomeratum Diem & J.S.Licht. (1959) - Argentine et Chili

## Distribution
Cette fougère, plutôt épiphyte, est présente en Amérique du Sud : Argentine et Chili.